# Yoshihiro Uchimura
Yoshihiro Uchimura (født 24. august 1984) er en japansk fodboldspiller.
Han har spillet for flere forskellige klubber i sin karriere, herunder Oita Trinita, Ehime FC og Hokkaido Consadole Sapporo.